# ドロシー・ド・ロスチャイルド

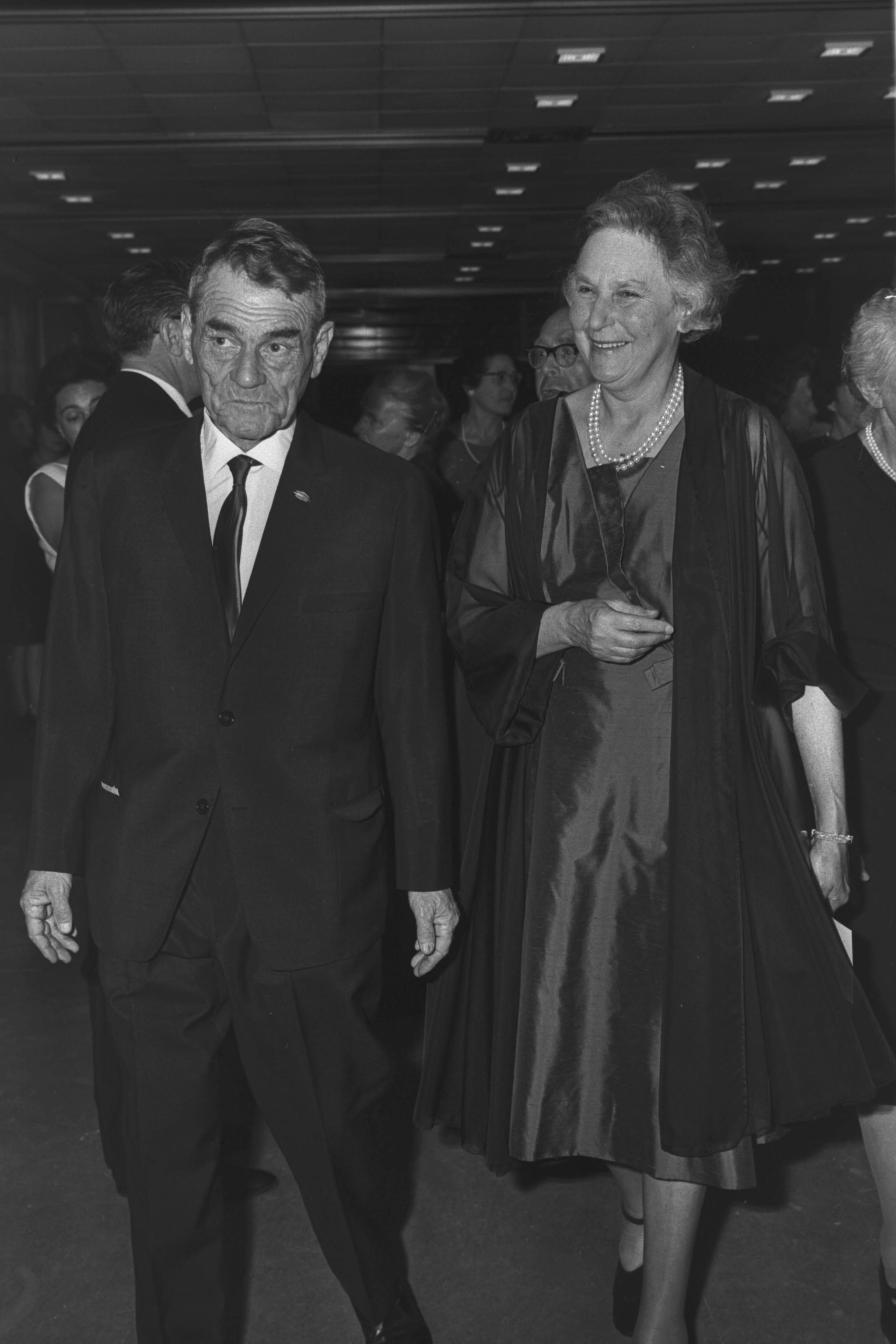
ドロシー・ド・ロスチャイルド（右）とカディシュ・ルツ

ドロシー・ド・ロスチャイルド（Dorothy De Rothschild 1895年3月7日 - 1988年12月10日）はイギリスの慈善家。イスラエル・オープン大学の創設者。
ユダヤ系の財閥であるロスチャイルド家の一員であった人物である。

## 生涯
ドロシー・マシルド・ピントは、1895年3月7日、父ユージンと母キャサリーンとの間にロンドンで生まれた。父はエジプトに大規模な土地を所有していた者の子孫であった。
少女期は学校には通わず、家庭教師による教育を受けた。また、娘をバイリンガルにしたいという父の意向で、家庭内ではドロシーは英語ではなくフランス語で両親と話をしていた。
1913年2月25日、18歳の誕生日が目前であったときにジェームズ・アーマンド・ド・ロスチャイルドと結婚し、ロスチャイルド家の一員となる。そして、ドロシーはシオニズム運動の積極的な支援者となった。
1922年、ジェームズとドロシーは、当時ロスチャイルド家が多く保有していたバッキンガムシャーの土地にあったワッデスドン邸宅の所有権を継承した。
1929年から1945年まで、アイル・オブ・エリー選挙区での自由党に所属していたジェームズの選挙活動をアシストした。
イスラエル建国後の1957年にジェームズが死去、ドロシーは未亡人となる。ドロシーはワッデスドン邸宅をナショナル・トラストに寄付した。
そして、ドロシーはイスラエル初代大統領ハイム・ヴァイツマンと強い友好関係を築き、慈善財団「ヤド・ハナディヴ」を創設した。この財団は、イスラエルのクネセト（国会）の建造支援、最高裁判所の建造支援、教育テレビ開設支援、通信制大学「イスラエル・オープン大学」の創設支援といった慈善事業を行った。
1969年にはヘブライ大学の名誉博士となる。
こうして、ドロシーは自らの生涯をユダヤ人とイスラエルのために捧げ、1988年12月10日にこの世を去った。93歳。